# Ehringshausen
Ehringshausen è un comune tedesco di 9 540 abitanti situato nel land dell'Assia.